# Kenji Eno
Kenji Eno (飯野賢治?, Iino Kenji; 5 maggio 1970 – 20 febbraio 2013) è stato un compositore giapponese.
Autore dei videogiochi del genere survival horror D, D2 e Enemy Zero, ha fondato le software house EIM, WARP e From Yellow to Orange.
Ha inoltre collaborato con Coca-Cola Company e NTT DoCoMo per la realizzazione di distributori automatici controllabili tramite cellulari.
A Kenji Eno è attribuita la creazione del nome e del logo della console Dreamcast.
Nel 2013, in seguito alla sua scomparsa, ha ricevuto il premio CEDEC come sviluppatore di videogiochi, nonostante l'ultima sua opera risalisse a 13 anni prima.